# Vazby pletenin
Vazba určuje způsob provázání nití v pletenině.
Střída vazby je nejmenší soustava vazebních prvků, která se v pletenině v příčném i podélném směru opakuje. Velikost střídy se udává počtem sloupků a počtem řádků.
Z několika základních se odvozují desítky vedlejších druhů vazeb. 
Podle české odborné literatury se hlavní druhy vazeb rozdělují následovně:
| Druh pleteniny | Druh pleteniny | zátažná       | zátažná     | zátažná     | osnovní     | osnovní         | osnovní |
| Skupina vazeb  | Skupina vazeb  | jednolícní    | oboulícní   | obourubní   | jednolícní  | oboulícní       |         |
| -------------- | -------------- | ------------- | ----------- | ----------- | ----------- | --------------- | ------- |
| Vazba          | Vazba          | hladká        | žebrová     | vzorová     | trikotová   | hladká          |         |
|                |                | krytá         | plisé       | chytová     | suknová     | prolamovaná     |         |
|                |                | proužková     | nopová      | prolamovaná | keprová     | žebrová         |         |
|                |                | plyšová       | interloková | krytá       | lisovaná    | příčné vlny     |         |
|                |                | intarziová    | žakárová    | příčné vlny | milanés     | krytá           |         |
|                |                | lisovaná      | vyšívaná    | intarziová  | tylová      | plyšová         |         |
|                |                | vyšívaná atd. | osmizámková | proužková   | markyzetová | simplexová atd. |         |

## Vazby zátažných pletenin

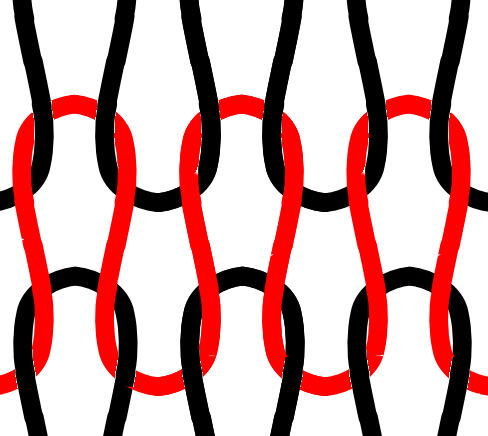
Schéma jednolícní vazby (lícní strana pleteniny)

V zátažné pletenině se tvoří očka a ostatní vazební prvky ve směru řádku. Celý řádek (a celá pletenina) může sestávat jen z jedné niti.
V odborné literatuře se obvykle uvádí čtyři základní skupiny vazeb:
- jednolícní (s označením R-L), u které jsou na lícní straně pleteniny viditelná jen lícní a na rubní straně jen rubní očka. Pletenina se dá zhotovit jen s jedním systémem jehel
- oboulícní (R-R ), kde se na obou stranách pleteniny střídají sloupky z lícních se sloupky z rubních oček. V každém sloupku se však nachází buďto jen lícní nebo jen rubní očka. Pleteniny jsou v příčném směru roztažnější než výrobky s jednolícní vazbou
- obourubní (L-L), kde jsou ve volně ložené pletenině viditelná jen rubní očka. Teprve v napnutém stavu se na výrobku ukazují ve sloupcích střídavě lícní a rubní očka. Ke zhotovení vazby jsou na stroji nutná dvě jehlová lůžka
- interloková (RRG) vzniká prostoupením dvou oboulícních úpletů

### Pleteniny s hladkou vazbou

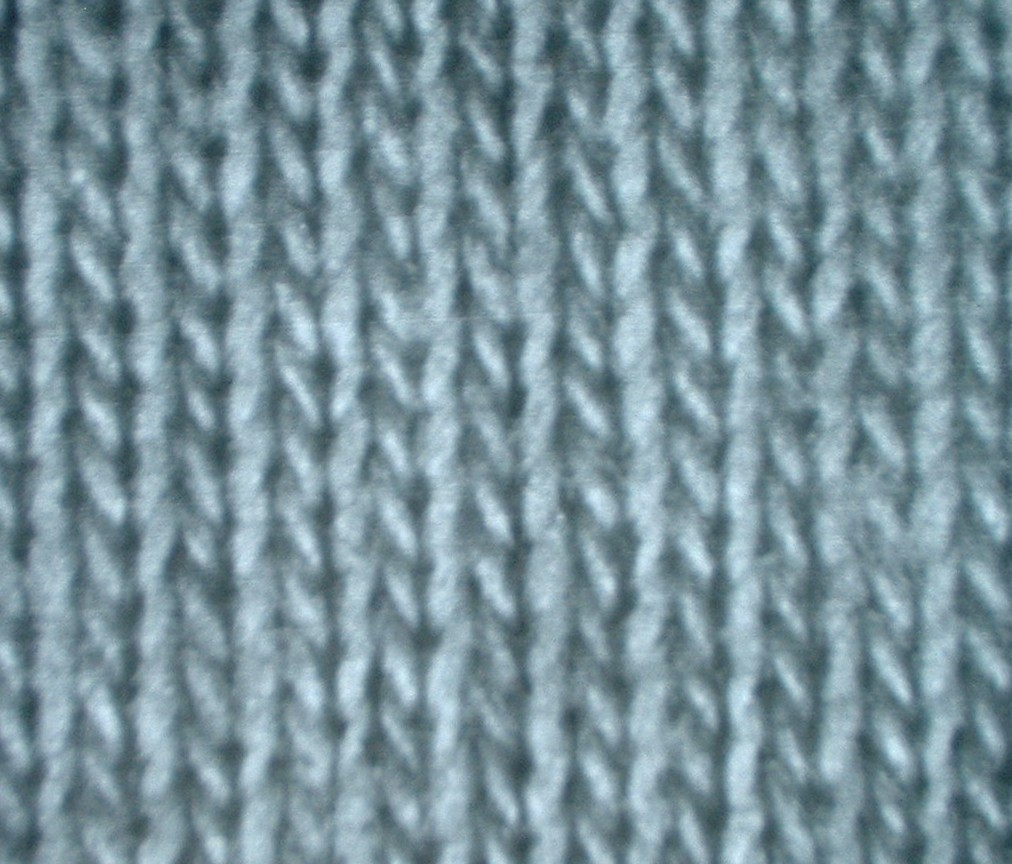
Jednolícní hladká vazba (líc)
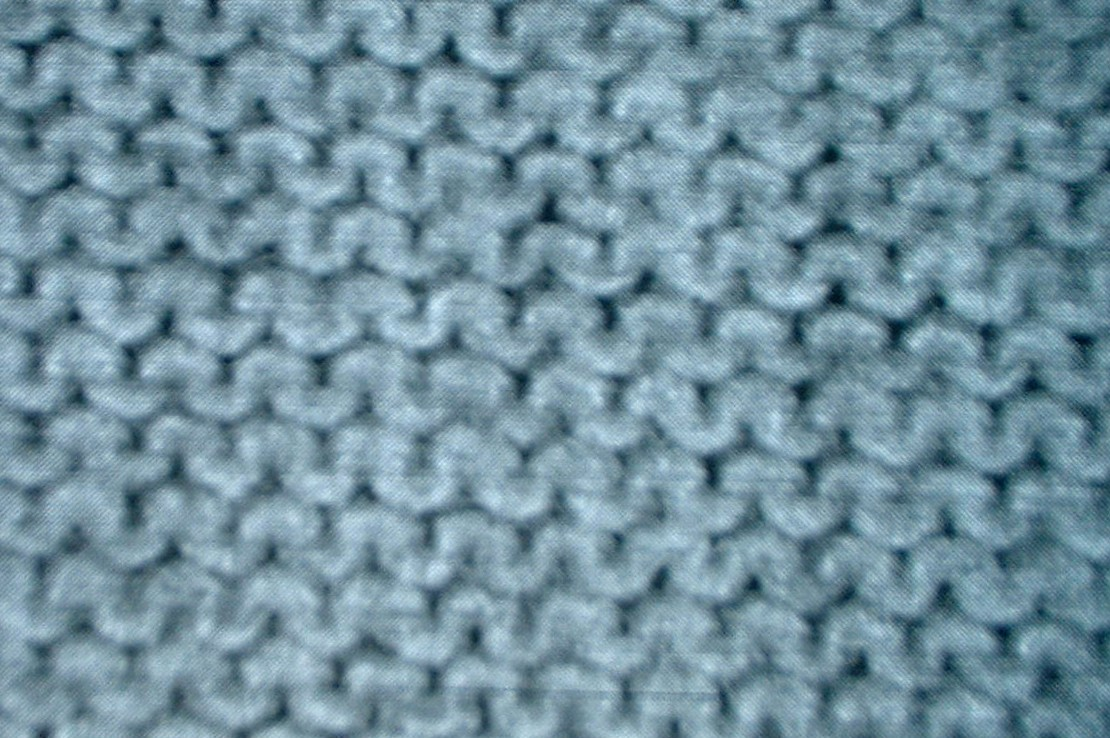
Jednolícní hladká vazba (rub)
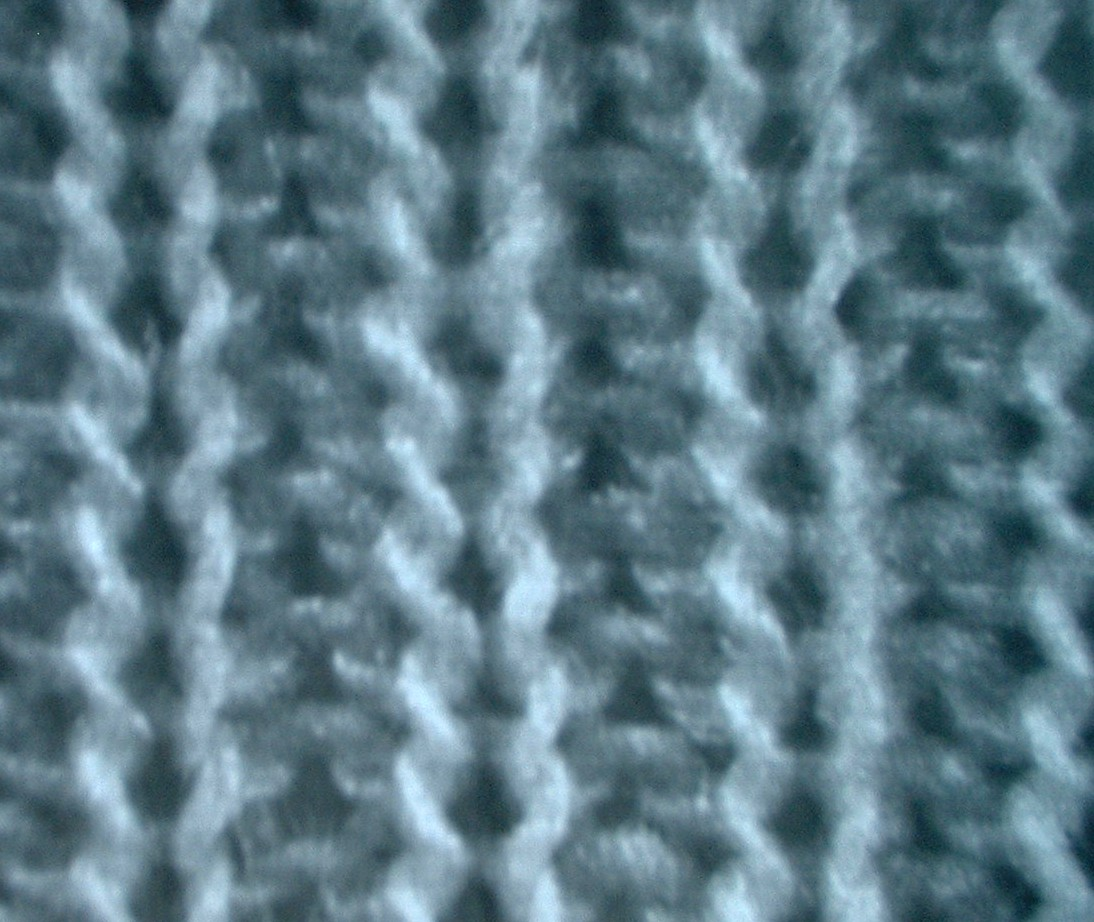
Oboulícní hladká vazba
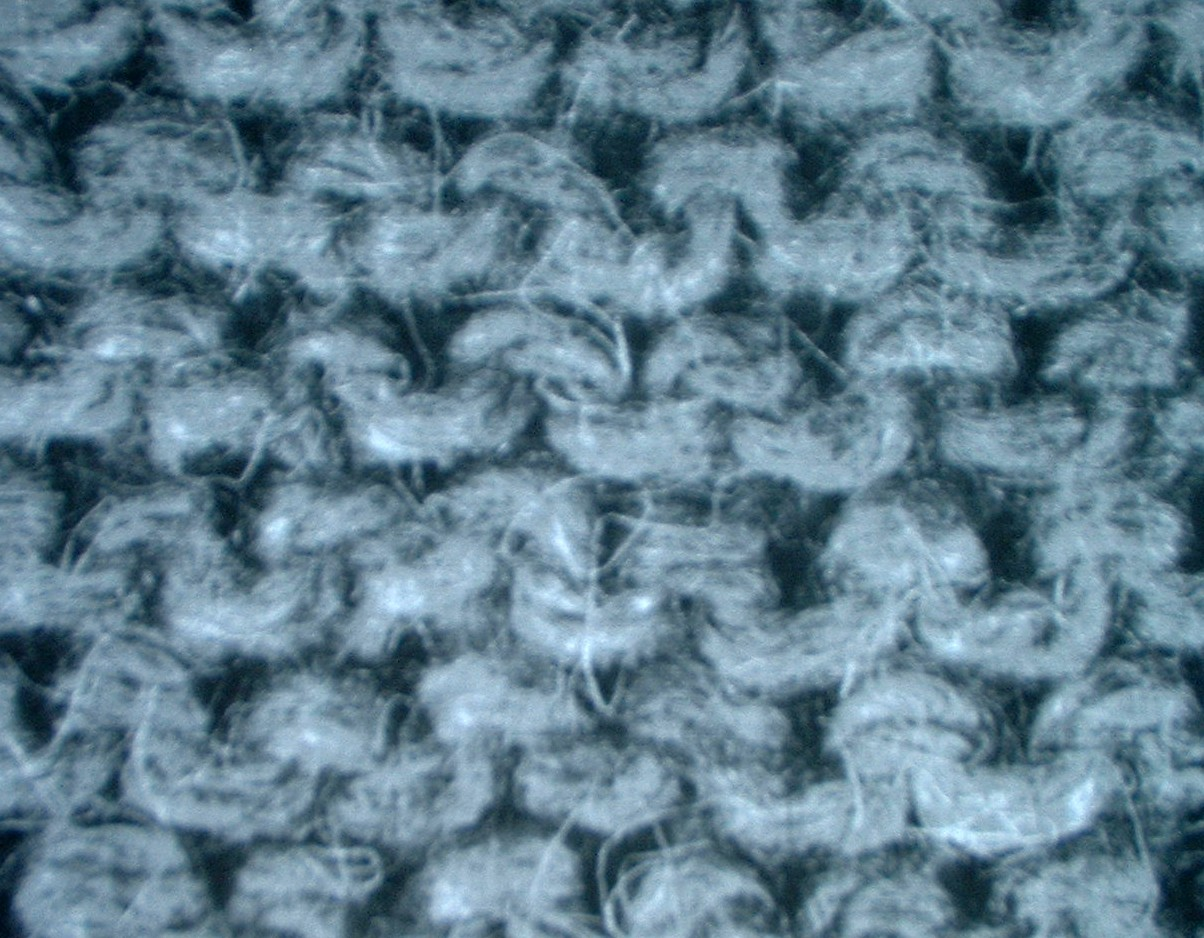
Obourubní hladká vazba
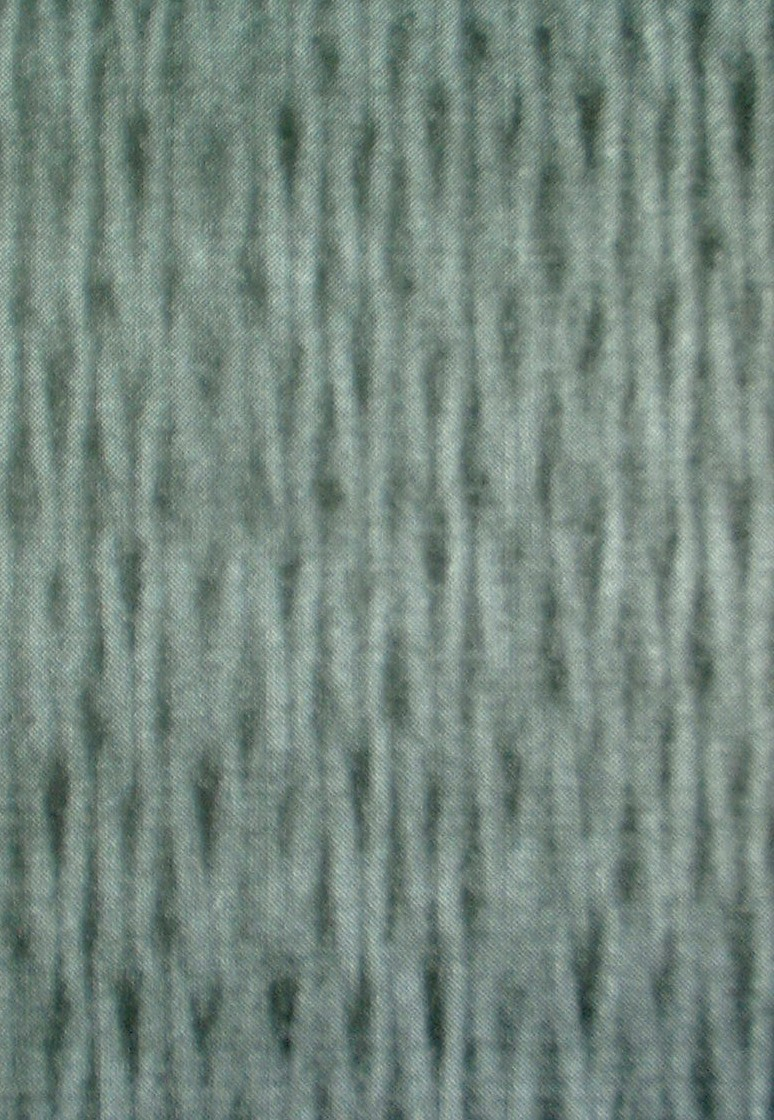
Interloková hladká vazba

## Vazby osnovních pletenin

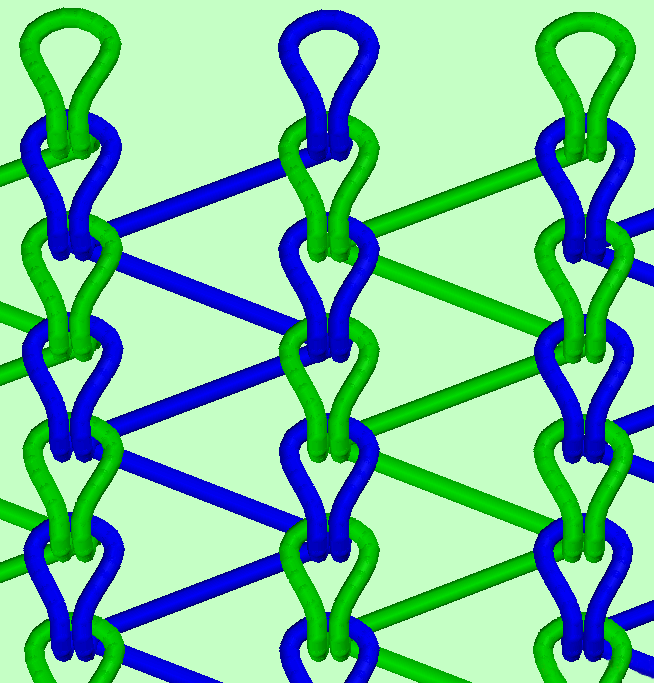
Jednolícní trikotová osnovní vazba

V osnovní pletenině se tvoří očka a ostatní vazební prvky z každé jednotlivé niti ve směru sloupku. Každé očko v řádku pleteniny vzniká ze samostatné niti.
U osnovních pletenin jsou všeobecně známé jen jednolícní a oboulícní vazby, se speciálními jehlami se na osnovních strojích nechají zhotovit také (zřídka používané) obourubní vazby.
V zahraničí, například v německy mluvících zemích se najde rozdělení osnovních vazeb do 7 základních skupin:

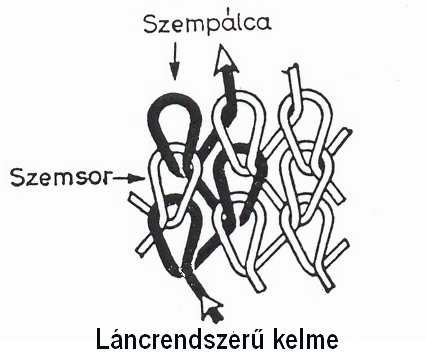
Oboulícní hladká osnovní vazba

- řetízek
- trikot
- sukno
- satén
- samet
- kepr
- atlas

### Schéma osnovních vazeb s otevřeným kladením

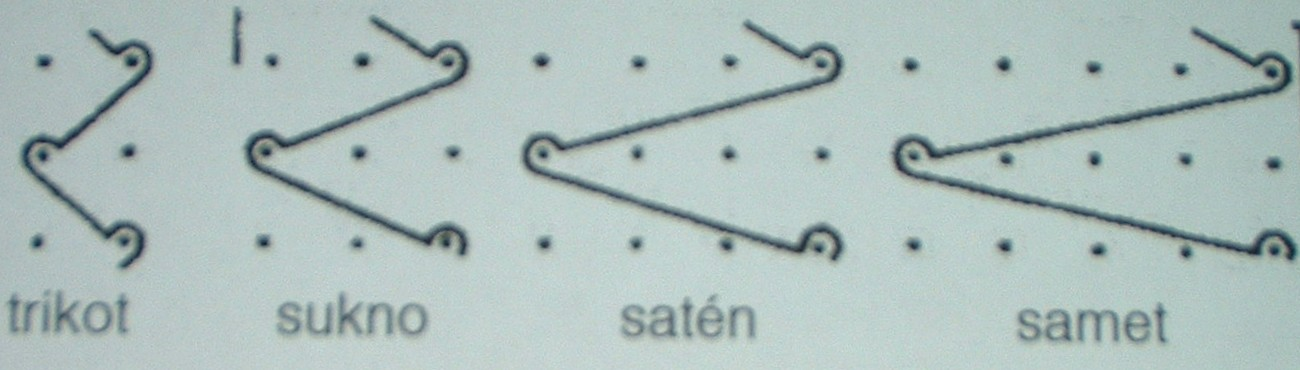

("anglický" způsob nákresu)

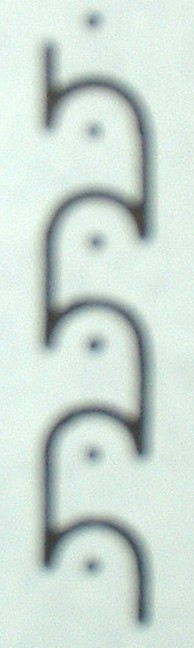
řetízek
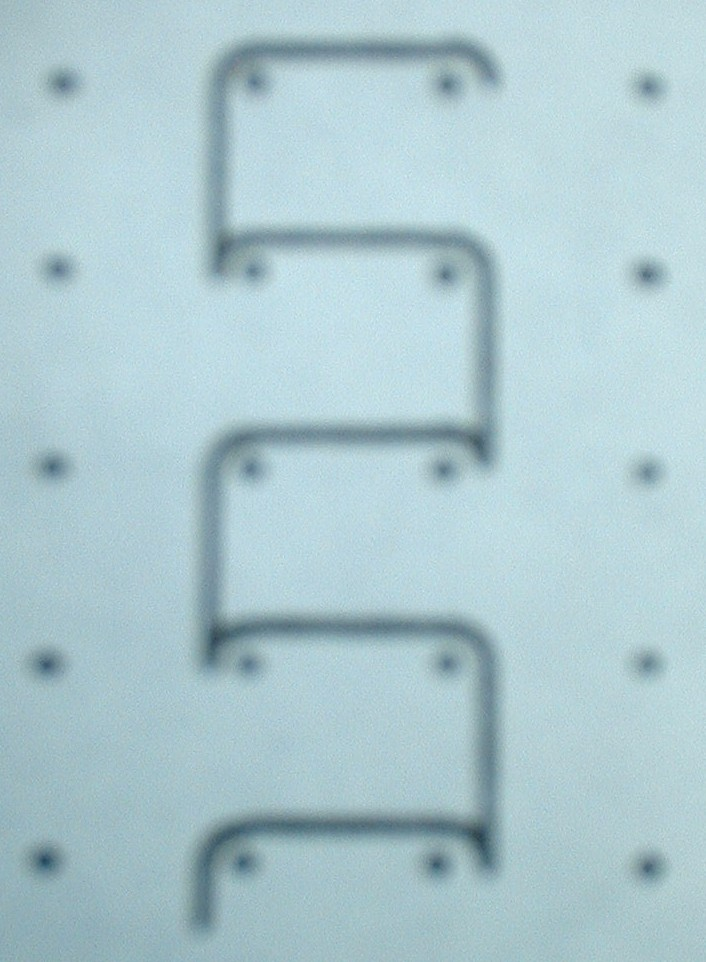
kepr
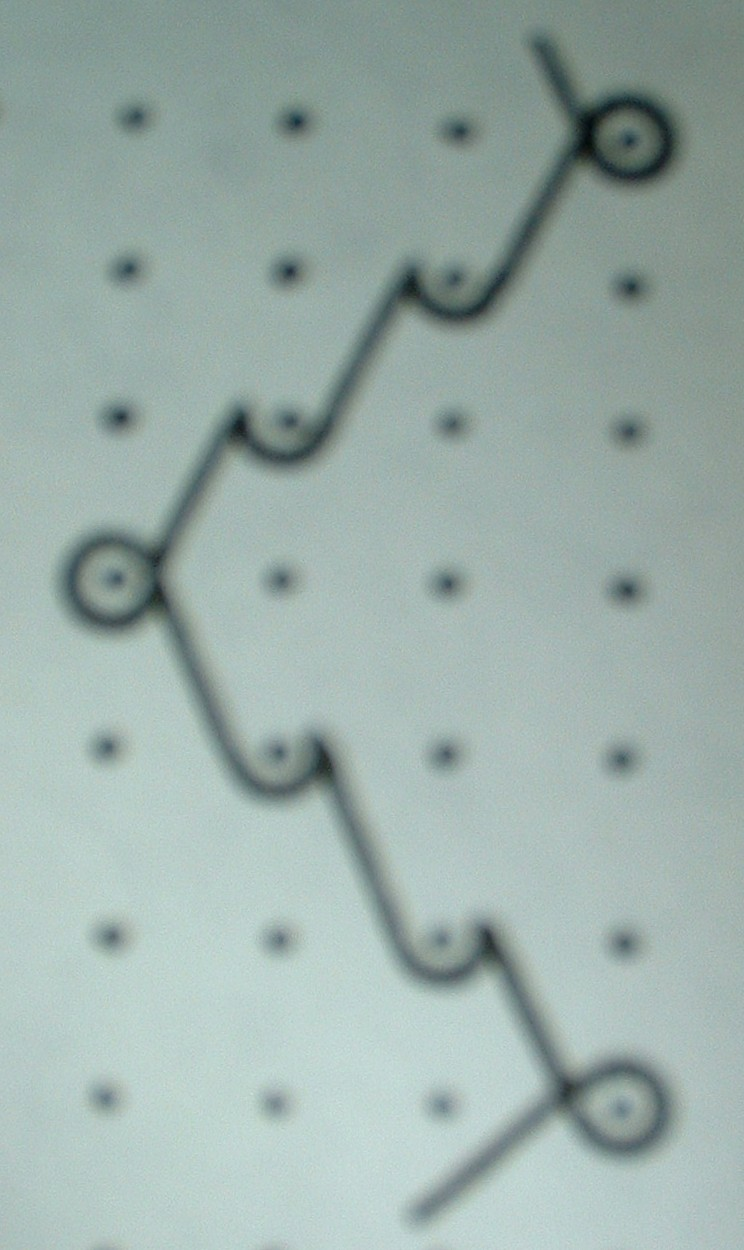
atlas